# Alfabeto latino
O alfabeto latino, também conhecido como alfabeto romano, é o conjunto de letras originalmente usado pelos antigos romanos para escrever a língua latina. Em grande parte inalterado, exceto por algumas letras divididas — ou seja, ⟨J⟩ de ⟨I⟩ e ⟨U⟩ de ⟨V⟩ — adições como ⟨W⟩ e extensões como letras com diacríticos, ele forma a escrita latina que é usada para escrever a maioria das línguas da Europa, África, América e Oceania modernas. Seu inventário moderno básico é padronizado como o alfabeto latino básico ISO.

## Etimologia
O termo alfabeto latino pode se referir ao alfabeto usado para escrever latim (conforme descrito neste artigo) ou a outros alfabetos baseados na escrita latina, que é o conjunto básico de letras comum aos vários alfabetos descendentes do alfabeto latino clássico, como o alfabeto inglês. Esses alfabetos latinos podem descartar letras, como o alfabeto rotokas, ou adicionar novas letras, como os alfabetos dinamarquês e norueguês. Os formatos das letras evoluíram ao longo dos séculos, incluindo o desenvolvimento das letras minúsculas no latim medieval, formas que não existiam no alfabeto do período clássico.

## Evolução
O alfabeto latino evoluiu do alfabeto etrusco visualmente semelhante, que evoluiu da versão grega cumana do alfabeto grego, que por sua vez descendia do alfabeto fenício, que por sua vez derivou dos hieróglifos egípcios. Os etruscos governaram a Roma antiga; seu alfabeto evoluiu em Roma ao longo dos séculos sucessivos para produzir o alfabeto latino. Durante a Idade Média, o alfabeto latino foi usado (às vezes com modificações) para escrever línguas românicas, que são descendentes diretas do latim, bem como línguas celtas, germânicas, bálticas e algumas línguas eslavas. Com a era do colonialismo e da evangelização cristã, a escrita latina se espalhou para além da Europa, passando a ser usada para escrever línguas indígenas americanas, australianas, austronésias, austro-asiáticas e africanas. Mais recentemente, os linguistas também tendem a preferir o alfabeto latino ou o Alfabeto Fonético Internacional (ele próprio amplamente baseado no alfabeto latino) ao transcrever ou criar padrões escritos para línguas não-europeias, como o alfabeto africano de referência.

### Sinais e abreviações
Embora o latim não utilizasse sinais diacríticos, sinais de truncamento de palavras (frequentemente colocados acima ou no final da palavra truncada) eram muito comuns. Além disso, muitas vezes eram utilizadas abreviações ou letras menores sobrepostas. Isso se devia ao fato de que se o texto fosse gravado em pedra, o número de letras a serem escritas era reduzido, enquanto se fosse escrito em papel ou pergaminho, economizava-se espaço precioso. Esse hábito continuou até mesmo na Idade Média. Existem centenas de símbolos e abreviaturas, variando de século para século.

## História

### Origens
Acredita-se geralmente que o alfabeto latino usado pelos romanos foi derivado do alfabeto itálico antigo usado pelos etruscos. Esse alfabeto foi derivado do alfabeto eubeu usado pelos cumas, que por sua vez foi derivado do alfabeto fenício.

#### Alfabeto itálico antigo

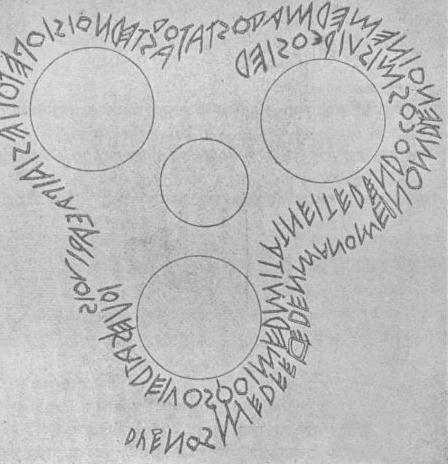
A inscrição de Duenos, datada do século VI a.C., mostra a forma mais antiga conhecida do alfabeto latino antigo.

| Letras         | 𐌀 | 𐌁 | 𐌂 | 𐌃 | 𐌄 | 𐌅 | 𐌆 | 𐌇 | 𐌈 | 𐌉 | 𐌊 | 𐌋 | 𐌌 | 𐌍 | 𐌎 | 𐌏 | 𐌐 | 𐌑 | 𐌒 | 𐌓 | 𐌔 | 𐌕 | 𐌖 | 𐌗 | 𐌘 | 𐌙 | 𐌚 |
| Transliteração | A | B | C | D | E | V | Z | H | Θ | I | K | L | M | N | Ξ | O | P | Ś | Q | R | S | T | Y | X | Φ | Ψ | F |

#### Alfabeto latino arcaico
| Como itálico antigo | 𐌀 | 𐌁 | 𐌂 | 𐌃 | 𐌄 | 𐌅 | 𐌆 | 𐌇 | 𐌉 | 𐌊 | 𐌋 | 𐌌 | 𐌍 | 𐌏 | 𐌐 | 𐌒 | 𐌓 | 𐌔 | 𐌕 | 𐌖 | 𐌗 |
| Como latim          | A | B | C | D | E | F | Z | H | I | K | L | M | N | O | P | Q | R | S | T | V | X |

#### Alfabeto latino antigo
O latim incluía 21 caracteres diferentes. A letra ⟨C⟩ era a forma ocidental do grego gama, mas era usada para os sons /ɡ/ e /k/ igualmente, possivelmente sob a influência do etrusco, que pode não ter nenhuma oclusiva sonora. Mais tarde, provavelmente durante o século III a.C., a letra ⟨Z⟩ – desnecessária para escrever latim corretamente – foi substituída pela nova letra ⟨G⟩, um ⟨C⟩ modificado com um pequeno traço vertical, que tomou seu lugar no alfabeto. A partir daí, o ⟨G⟩ passou a representar a oclusiva sonora /ɡ/, enquanto ⟨C⟩ era geralmente reservado para a oclusiva surda /k/. A letra ⟨K⟩ era usada apenas raramente, em um pequeno número de palavras como Kalendae, muitas vezes de forma intercambiável com ⟨C⟩.
| Letras | A | B | C | D | E | F | Z | G | H | I | K | L | M | N | O | P | Q | R | S | T | V | X |

#### Alfabeto latino clássico
Após a conquista romana da Grécia no século I a.C., o latim adotou as letras gregas ⟨Y⟩ e ⟨Z⟩ (ou as readotou, no último caso) para escrever palavras emprestadas do grego, colocando-as no final do alfabeto. Uma tentativa do imperador Cláudio de introduzir três letras adicionais não durou. Assim, foi durante o período latino clássico que o alfabeto latino continha 21 letras e 2 letras estrangeiras:
| Letra                  | A  | B   | C   | D   | E  | F  | G   | H   | I  | K   | L  | M  | N  | O  | P   | Q   | R  | S  | T   | V  | X   | Y          | Z       |
| ---------------------- | -- | --- | --- | --- | -- | -- | --- | --- | -- | --- | -- | -- | -- | -- | --- | --- | -- | -- | --- | -- | --- | ---------- | ------- |
| Nome latino (majus)    | á  | bé  | cé  | dé  | é  | ef | gé  | há  | ꟾ  | ká  | el | em | en | ó  | pé  | qv́  | er | es | té  | v́  | ix  | ꟾ graeca   | zéta    |
| Transliteração         | ā  | bē  | cē  | dē  | ē  | ef | gē  | hā  | ī  | kā  | el | em | en | ō  | pē  | qū  | er | es | tē  | ū  | ix  | ī Graeca   | zēta    |
| Pronúncia latina (IPA) | aː | beː | keː | deː | eː | ɛf | ɡeː | haː | iː | kaː | ɛl | ɛm | ɛn | oː | peː | kuː | ɛr | ɛs | teː | uː | iks | iː ˈɡraɪka | ˈdzeːta |

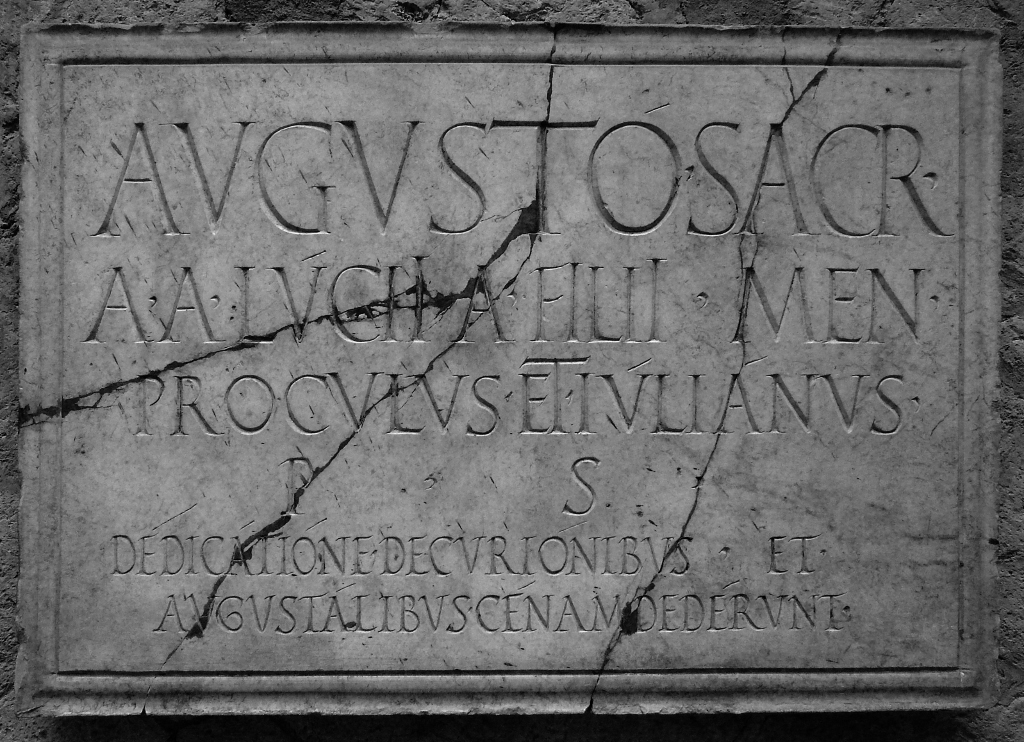
Os ápices desta inscrição do primeiro século são muito claros. (Há um sobre o ó na primeira linha.) A vogal I é escrita mais alta em vez de ocupar um ápice. Os interpontos têm formato de vírgula, uma elaboração de um formato triangular mais típico. Do santuário dos Augustais em Herculano.

Os nomes latinos de algumas dessas letras são contestados; por exemplo, o ⟨H⟩ pode ter sido chamado de la ou la. Em geral, os romanos não usavam os nomes tradicionais (derivados dos semitas) como no grego: os nomes das oclusivas eram formados pela adição de /eː/ ao seu som (exceto para ⟨K⟩ e ⟨Q⟩, que necessitavam de vogais diferentes para serem distinguidos do ⟨C⟩) e os nomes dos continuantes consistiam, em regra, no som puro ou no som precedido por /e/.
A letra ⟨Y⟩ quando introduzida provavelmente era chamada de "hy" -/hyː/- como em grego, o nome upsilon ainda não estava em uso, mas foi alterado para i Graeca (“i grego”), pois os falantes de latim tinham dificuldade em distinguir seu som estrangeiro /y/ de /i/. O ⟨Z⟩ recebeu seu nome grego, zeta. Esse esquema continuou a ser usado pela maioria das línguas europeias modernas que adotaram o alfabeto latino.
Os diacríticos não eram usados regularmente, mas ocorriam às vezes, sendo o mais comum o ápice usado para marcar vogais longas, que antes às vezes eram escritas duplicadas. Porém, em vez de tomar um ápice, a letra i foi escrita mais alta: ⟨á é ꟾ ó v́⟩. Por exemplo, o que hoje é transcrito Lūciī a fīliī foi escrito ⟨lv́ciꟾ·a·fꟾliꟾ⟩ na inscrição retratada. Algumas letras têm mais de uma forma na epigrafia. 
Os latinistas trataram alguns deles especialmente, como ⟨Ꟶ⟩, uma variante do ⟨H⟩ encontrado na Gália Romana.
O principal sinal de pontuação era o interponto, que era usado como divisor de palavras, embora tenha caído em desuso após 200 d.C.

A escrita cursiva romana antiga, também chamada de cursiva maiúscula e cursiva maiúscula, era a forma cotidiana de caligrafia usada para escrever cartas, por comerciantes que escreviam contas comerciais, por crianças em idade escolar que aprendiam o alfabeto latino e até mesmo por imperadores que davam ordens. Um estilo de escrita mais formal era baseado nas letras maiúsculas quadradas romanas, mas a letra cursiva era usada para uma escrita mais rápida e informal. Foi mais comumente usado entre o século I a.C. e o século III, mas provavelmente já existia antes disso. Isso levou ao Uncial, uma escrita maiúscula comumente usada do século III ao VIII d.C. por escribas latinos e gregos. As notas tironianas eram um sistema taquigráfico composto por milhares de sinais.
A nova escrita cursiva romana, também conhecida como cursiva minúscula, foi usada do século III ao século VII e usa formas de letras que são mais reconhecíveis aos olhos modernos; ⟨a⟩, ⟨b⟩, ⟨d⟩ e ⟨e⟩ assumiram uma forma mais familiar, e as outras letras eram proporcionais entre si. Essa escrita evoluiu para uma variedade de escritas medievais regionais (por exemplo, as escritas merovíngia, visigótica e benevantana), para mais tarde ser substituída pela minúscula carolíngia.

### Desenvolvimentos medievais e posteriores

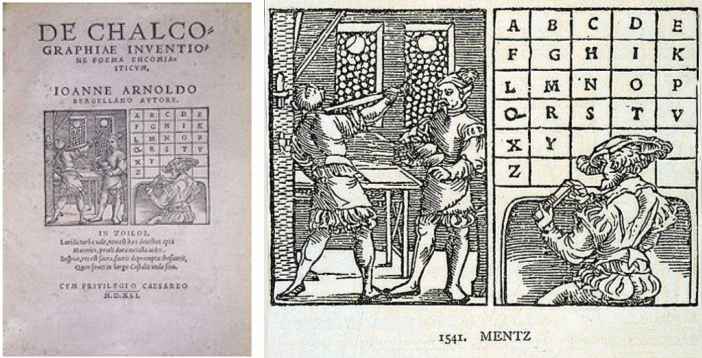
De calcographiaeventione (1541, Mainz) com as 23 letras. Faltam J, U e W.

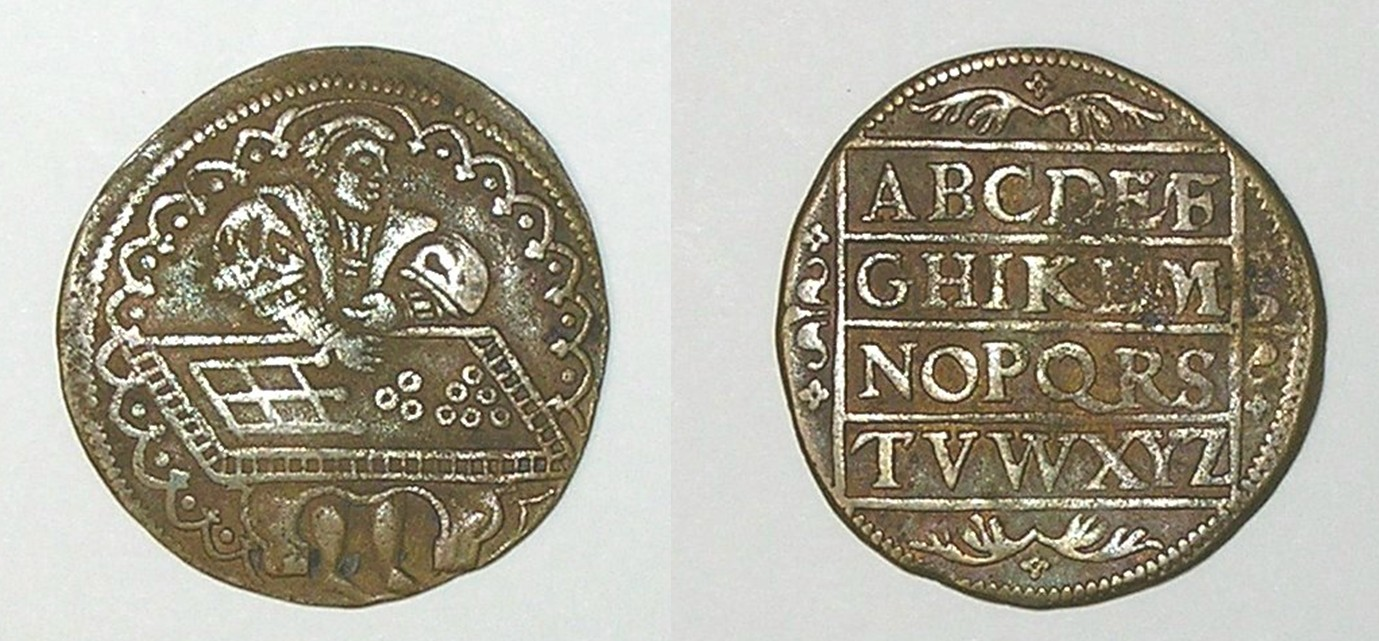
Jeton de Nuremberg, c. 1553.

Foi somente na Idade Média que a letra ⟨W⟩ (originalmente uma ligadura de dois ⟨V⟩) foi adicionada ao alfabeto latino, para representar sons das línguas germânicas que não existiam no latim medieval, e somente após o Renascimento a convenção de tratar ⟨I⟩ e ⟨U⟩ como vogais, e ⟨J⟩ e ⟨V⟩ como consoantes, foi estabelecida. Antes disso, os primeiros eram meramente alógrafos dos últimos.
Com a fragmentação do poder político, o estilo de escrita mudou e variou muito ao longo da Idade Média, mesmo após a invenção da imprensa. Os primeiros desvios das formas clássicas foram a escrita uncial, um desenvolvimento da escrita cursiva romana antiga, e várias escritas chamadas minúsculas que se desenvolveram a partir da escrita cursiva romana nova, das quais a escrita insular desenvolvida pelos literatos irlandeses e suas derivações, como a minúscula carolíngia, foram as mais influentes, introduzindo as formas minúsculas das letras, bem como outras convenções de escrita que se tornaram padrão desde então.
Os idiomas que usam o alfabeto latino geralmente usam letras maiúsculas para iniciar parágrafos, frases e nomes próprios.As regras de uso de maiúsculas mudaram ao longo do tempo, e diferentes idiomas apresentaram variações em suas regras de uso de maiúsculas. O inglês antigo, por exemplo, raramente era escrito com nomes próprios escritos em maiúscula, enquanto os escritores e impressores do inglês moderno dos séculos XVII e XVIII frequentemente colocavam em maiúscula a maioria dos substantivos e, às vezes, todos eles; por exemplo, do preâmbulo da Constituição dos Estados Unidos:

Nós, o Povo dos Estados Unidos, a fim de formar uma União mais perfeita, estabelecer a Justiça, assegurar a Tranquilidade interna, prover a defesa comum, promover o Bem-Estar geral e assegurar as Bênçãos da Liberdade para nós mesmos e nossa Posteridade, ordenamos e estabelecemos esta Constituição para os Estados Unidos da América.
Isso ainda é feito sistematicamente no alemão moderno.